# Thor L. Brooks
Thor L. Brooks (enligt folkbokföringen Tor Gösta Låftman Brooks, ursprungligen Låftman), född 7 november 1907 i Stockholm, död i januari 1982 i Dallas, var en svensk filmregissör, manusförfattare, filmfotograf och klippare. Han var son till Anders Gustaf Richard (Gösta) Låftman, 1879-1950, och Tora Hildegard Maria Bursell, 1881-1949, vilka var gifta 1906-12. Modern gifte om sig med amerikanen Edward Norman Brooks. Thor var brorson till August Låftman och kusin till Sven Låftman.

## Biografi
Brooks utvandrade till USA och genomgick sin skolutbildning i där. Han studerade vid University of Southern California i ett år. Efter studierna arbetade han som filmklippare i Hollywood i tio år men eftersom han inte ansökt om amerikanskt medborgarskap blev han hemskickad till Sverige vid den stora depressionen 1930. Han gjorde studieresor till Ryssland, Tyskland, Frankrike och England. När han i början av 1940-talet skulle göra svensk värnplikt återvände han till USA, men blev genast inrangerad i amerikanska armén. Brooks gjorde sin filmdebut 1923, och var verksam inom filmproduktionen. Han återetablerade sig i Hollywood och drev slutligen en egen TV-station.

## Filmografi
Efter Svensk Filmdatabas och Internet Movie Database.

### Regi
- 1936 – Min svärmor - dansösen
- 1937 – En flicka kommer till sta'n
- 1939 – Midnattssolens son (med Rolf Husberg)
- 1939 – I dag börjar livet (teknisk regi)
- 1940 – Med livet som insats (teknisk regi)
- 1940 – Hennes melodi
- 1952 – H.C. Andersens sagor
- 1958 – Legion of the Doomed
- 1959 – Arson for Hire
- 1962 – O Elixir do Diabo
- 1964 – Kwaheri: Vanishing Africa (dokumentär)

### Manus
- 1936 – Min svärmor - dansösen